# Podnoszenie ciężarów na Letnich Igrzyskach Olimpijskich 1968 – waga lekkociężka mężczyzn
Rywalizacja w wadze do 82,5 kg mężczyzn w podnoszeniu ciężarów na Letnich Igrzyskach Olimpijskich 1968 odbyła się 17 października 1968 roku w hali Teatro de los Insurgentes. W rywalizacji wystartowało 26 zawodników z 22 krajów. Tytułu sprzed czterech lat nie obronił Rudolf Plukfieldier z ZSRR, który tym razem nie startował. Nowym mistrzem olimpijskim został jego rodak - Boris Sielicki, srebrny medal wywalczył kolejny reprezentant ZSRR, Wołodymyr Bielajew, a trzecie miejsce zajął Polak Norbert Ozimek.

## Wyniki
| Pozycja | Zawodnik             | Reprezentacja       | Waga | Wyciskanie | Wyciskanie | Wyciskanie | Rwanie | Rwanie | Rwanie | Podrzut | Podrzut | Podrzut | Wynik |
| Pozycja | Zawodnik             | Reprezentacja       | Waga | 1          | 2          | 3          | 1      | 2      | 3      | 1       | 2       | 3       | Wynik |
| ------- | -------------------- | ------------------- | ---- | ---------- | ---------- | ---------- | ------ | ------ | ------ | ------- | ------- | ------- | ----- |
| 1. !    | Boris Sielicki       | ZSRR                | 81,5 | 150,0      | 150,0      | 155,0      | 140,0  | 145,0  | 147,5  | 180,0   | 185,0   | 187,5   | 485,0 |
| 2. !    | Wołodymyr Bielajew   | ZSRR                | 81,8 | 147,5      | 152,5      | 152,5      | 142,5  | 147,5  | 150,0  | 180,0   | 185,0   | 190,0   | 485,0 |
| 3. !    | Norbert Ozimek       | Polska              | 81,3 | 150,0      | 150,0      | 155,0      | 140,0  | 145,0  | 145,0  | 180,0   | 180,0   | 182,5   | 472,5 |
| 4       | Győző Veres          | Węgry               | 82,3 | 150,0      | 155,0      | 155,0      | 132,5  | 137,5  | 140,0  | 175,0   | 182,5   | 185,0   | 472,5 |
| 5       | Karl Arnold          | NRD                 | 81,2 | 150,0      | 155,0      | 155,0      | 137,5  | 142,5  | 142,5  | 175,0   | 180,0   | 180,0   | 467,5 |
| 6       | Hans Zdražila        | Czechosłowacja      | 81,7 | 135,0      | 140,0      | 140,0      | 142,5  | 147,5  | 147,5  | 180,0   | -       | -       | 462,5 |
| 7       | Jouni Kailajärvi     | Finlandia           | 82,5 | 140,0      | 140,0      | 145,0      | 130,0  | 135,0  | 135,0  | 167,5   | 175,0   | 180,0   | 445,0 |
| 8       | Lee Jong-seop        | Korea Południowa    | 81,9 | 135,0      | 140,0      | 140,0      | 130,0  | 130,0  | 130,0  | 175,0   | 180,0   | 180,0   | 440,0 |
| 9       | Víctor Ángel Pagán   | Portoryko           | 81,9 | 137,5      | 145,0      | 147,5      | 125,0  | 130,0  | 132,5  | 160,0   | 167,5   | 167,5   | 435,0 |
| 10      | Pierre St. Jean      | Kanada              | 82,0 | 135,0      | 135,0      | 140,0      | 132,5  | 132,5  | 137,5  | 162,5   | 167,5   | 172,5   | 435,0 |
| 11      | Rainer Dörrzapf      | RFN                 | 82,1 | 135,0      | 140,0      | 140,0      | 132,5  | 140,0  | 140,0  | 160,0   | 165,0   | 165,0   | 435,0 |
| 12      | Gino Corradini       | Włochy              | 82,1 | 145,0      | 145,0      | 152,5      | 117,5  | 122,5  | 122,5  | 160,0   | 165,0   | 167,5   | 427,5 |
| 13      | Juan Curbelo         | Kuba                | 81,0 | 135,0      | 135,0      | 135,0      | 120,0  | 125,0  | 125,0  | 152,5   | 160,0   | 165,0   | 425,0 |
| 14      | Mike Pearman         | Wielka Brytania     | 81,8 | 132,5      | 137,5      | 140,0      | 120,0  | 125,0  | 127,5  | 160,0   | 167,5   | 167,5   | 425,0 |
| 15      | Aldo Roy             | Kanada              | 81,6 | 125,0      | 132,5      | 132,5      | 120,0  | 120,0  | 125,0  | 155,0   | 162,5   | 167,5   | 420,0 |
| 16      | John Bolton          | Nowa Zelandia       | 82,3 | 130,0      | 137,5      | 142,5      | 115,0  | 122,5  | 125,0  | 160,0   | 165,0   | 165,0   | 420,0 |
| 17      | Fortunato Rijna      | Antyle Holenderskie | 82,4 | 137,5      | 142,5      | 145,0      | 115,0  | 120,0  | 120,0  | 157,5   | 162,5   | 162,5   | 420,0 |
| 18      | Peter Arthur         | Wielka Brytania     | 81,7 | 137,5      | 142,5      | 142,5      | 115,0  | 120,0  | 120,0  | 157,5   | 162,5   | 162,5   | 415,0 |
| 19      | Rudolph James        | Gujana              | 80,8 | 112,5      | 112,5      | 120,0      | 122,5  | 127,5  | 132,5  | 157,5   | 165,0   | 170,0   | 412,5 |
| 20      | José Manuel Figueroa | Portoryko           | 82,5 | 132,5      | 137,5      | 140,0      | 115,0  | 120,0  | 125,0  | 152,5   | 152,5   | 162,5   | 410,0 |
| 21      | Rodolfo Castillo     | Kostaryka           | 80,4 | 112,5      | 112,5      | 117,5      | 97,5   | 102,5  | 105,0  | 135,0   | 140,0   | 140,0   | 357,5 |
| 22      | José Pérez           | Dominikana          | 81,9 | 110,0      | 115,0      | 115,0      | 100,0  | 105,0  | 110,0  | 135,0   | 135,0   | 142,5   | 350,0 |
| -       | Neville Pery         | Australia           | 82,1 | 127,5      | 127,5      | 127,5      | DNF    | DNF    | DNF    | DNF     | DNF     | DNF     | 0,0   |
| -       | Cedric Demetris      | Jamajka             | 82,2 | 115,0      | 115,0      | 115,0      | DNF    | DNF    | DNF    | DNF     | DNF     | DNF     | 0,0   |
| -       | Joe Puleo            | Stany Zjednoczone   | 80,3 | 147,5      | 147,5      | 147,5      | DNF    | DNF    | DNF    | DNF     | DNF     | DNF     | 0,0   |
| -       | Irsan Husen          | Indonezja           | 80,7 | 140,0      | 140,0      | 140,0      | DNF    | DNF    | DNF    | DNF     | DNF     | DNF     | 0,0   |